# Hermann Board

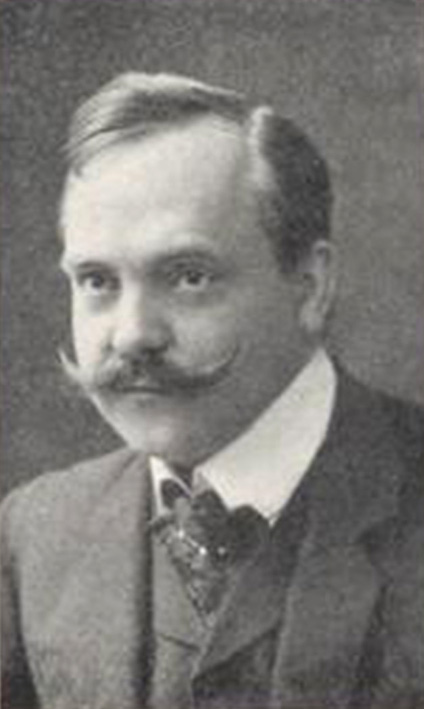
Hermann Board

Hermann Board (* 13. Oktober 1867 in Essen; † 21. Februar 1918 in Düsseldorf) war ein deutscher Architekt und Kunsthistoriker.

## Leben
Hermann Board war der Sohn des Maurermeisters Hermann Board († 1869) und besuchte die städtische Realschule in Essen. Er machte anschließend eine vierjährige Lehrzeit als Architekt und besuchte die städtische Fortbildungsschule in Essen, die gewerbliche Fachschule in Köln und die Technische Hochschule Charlottenburg. Anschließend war er sieben Jahre im Baubüro des Montanunternehmens Fried. Krupp AG tätig und unterrichtete daneben als Lehrer an den Baufachklassen der städtischen Fach- und Fortbildungsschulen in Essen. Es folgten vier Jahre als selbstständiger Architekt in Essen, bevor er das Studium der Kunstgeschichte an der Universität Bonn bei Paul Clemen, an der Universität Straßburg bei Georg Dehio und an der Universität Heidelberg bei Henry Thode absolvierte. 1903 wurde er in Heidelberg mit einer Dissertation über die Kirche St. Maria im Kapitol in Köln promoviert. Im gleichen Jahr wurde er als Nachfolger Friedrich Schaarschmidts Konservator der Kunstsammlungen, Bibliothekar und Sekretär der Kunstakademie Düsseldorf, an der er auch Kunstgeschichte lehrte. 1908 erhielt er den Professorentitel. 1910 zeichnete ihn Österreich mit dem Orden der Eisernen Krone aus.

## Schriften (Auswahl)
- S. Maria im Kapitol zu Köln. Ein Beitrag zur Geschichte der frühromanischen Baukunst am Niederrhein. Dissertation, Heidelberg 1904. (Digitalisat)